# Le Bû-sur-Rouvres
Le Bû-sur-Rouvres är en kommun i departementet Calvados i regionen Normandie i norra Frankrike. Kommunen ligger i kantonen Bretteville-sur-Laize som ligger i arrondissementet Caen. År 2022 hade Le Bû-sur-Rouvres 118 invånare.

## Befolkningsutveckling
Antalet invånare i kommunen Le Bû-sur-Rouvres
Referens: INSEE